# Vivaio (sport)
Il vivaio è un centro di reclutamento, promozione e formazione dell'attività sportiva giovanile, con il compito e il fine dell'educazione dei giovani atleti non solo al perfezionamento delle capacità tecnico-sportive, ma anche al loro progresso umano e sociale, attraverso l'elevazione dei valori di lealtà e rispetto alla base dei principi dello sport, privilegiando, soprattutto per i primi anni l'aspetto ludico ed educativo.

## In Italia
In Italia l'insieme dei vivai è coordinato e controllato dal CONI attraverso numerosi enti di promozione sportiva, nonché dalle federazioni nazionali dei vari sport che hanno tutte un'importante divisione dedicata alla formazione e promozione del settore giovanile quali: nel calcio la FIGC, attraverso il suo Settore Giovanile e Scolastico, nel Basket il Settore giovanile della FIP, il settore giovanile della Lega e della Federazione Italiana di Pallavolo.
Numerose istituzioni pubbliche, scolastiche, religiose, politiche, aziendali, militari e società sportive, sia dilettantistiche che professioniste, dispongono di vivai o analoghe forme di formazione sportiva giovanile. Importante e obbligatoria è anche la formazione del personale didattico ed educativo (allenatori, massaggiatori e altre figure dell'organigramma sportivo), cui è richiesto un titolo di studio ISEF, o altro riconoscimento rilasciato dalle scuole di formazione accreditate dalle varie federazioni.
I vivai sono divisi generalmente per classi di età, variabili dall'età prescolare fino alla maggiore età; ad esempio nel calcio attraverso le "scuole calcio" dedicate all'infanzia, fino alla "primavera", massima categoria agonistica giovanile. La crescita anagrafica, lo sviluppo fisico e la progressiva selezione tecnica degli atleti portano infatti a una graduale accentuazione dell'aspetto agonistico su quello squisitamente amatoriale ed educativo, fino all'eventuale tesseramento e partecipazione a manifestazioni o campionati professionistici per quegli atleti che nel corso della formazione giovanile si siano particolarmente distinti.
I vivai di qualunque sport, si dividono in: 
- vivai generalisti o di base[7], aperti a tutti e senza particolari intenzioni agonistiche; questi in generale sono diretti dalle associazioni dilettantistiche e di volontariato e sono interessate soprattutto all'aspetto ludico ed educativo. Non sono in genere richiesti un obbligo minimo di frequenza o particolari doti attitudinali[2];
- vivai qualificati[7], generalmente gestiti da società professionistiche, ove la scelta del giovane atleta è soggetta al vaglio e selezione discrezionale di una équipe di reclutatori ed osservatori[8] che effettuano un attento esame delle qualità atletiche ed attitudinali del giovane, cercando di rilevarne le potenzialità già finalizzate ad un eventuale impiego professionistico.

Questo ultimo tipo di vivaio, solitamente di eccellenza tecnica, ha sollevato spesso problematiche di carattere etico e legale, in quanto soggetto a privilegiare l'aspetto tecnico e agonistico su quello educativo per via della esasperata competitività.  L'atleta fin dalla giovane età viene obbligato a un notevole carico di lavoro, spesso in conflitto con la sua adolescenza e gli obblighi scolastici, non di rado è costretto all'allontanamento dall'ambiente familiare ed è oggetto di una valutazione monetaria a rischio di una possibile speculazione sul minore. Famosi i casi avvenuti sull'onda dell'arrivo di Lionel Messi con l'acquisto a bassissimo costo e con scarse attenzioni etiche, di numerosi calciatori adolescenti provenienti dall'Africa e Sud America tesserati da club italiani ed europei, e poi abbandonati al loro fato. Non ultimo problema è anche la pressione subita dal giovane atleta per le frequenti controversie tra famiglia e società sportiva per il riconoscimento del suo valore sportivo e monetario.
In ambito UEFA in concetto di vivaio è stato affrontato circa i limiti del vincolo sportivo per i minorenni con la famosa sentenza Bosman.

### Iscrizione e tesseramento
Per praticare attività sportiva in strutture extra-scolastiche (nelle scuole italiane l'insegnamento dell'educazione fisica è materia obbligatoria e pertanto necessita di certificato medico per l'esenzione), l'atleta minorenne ha l'obbligo di legge di presentare un certificato di idoneità sportiva. Ottenuta l'abilitazione sanitaria, l'atleta minorenne viene registrato dall'istituzione sportiva di appartenenza attraverso un tesseramento vincolante ed esclusivo per le attività agonistiche, il cosiddetto "cartellino", della durata pari almeno a quella di una stagione sportiva e si intende tacitamente rinnovato senza scadenza. Il cartellino viene considerato di proprietà della società sportiva e i termini dell'accordo e la sua durata possono essere modificati attraverso una contrattazione della società con i legali rappresentanti dell'atleta minorenne (di norma i genitori e un giudice tutelare), o qualora presente con la mediazione di un procuratore sportivo nei casi di maggiore interesse sportivo ed economico. Anche la durata e proprietà del contratto di vincolo sportivo per l'atleta minorenne sono spesso soggetto di dibattito in ambito legale e legislativo.
Non sono soggette a tesseramento ma solo ad una eventuale iscrizione non vincolante e sono di libera partecipazione ove non espressamente vietate dalle condizioni contrattuali del vincolo sportivo, le manifestazioni di tipo vivaistico non agonistiche quali Campus sportivi, clinic sportivi, raduni e tutte le manifestazioni sportive associative a scopo formativo che non prevedano per i partecipanti competizioni agonistiche ufficiali.